# Jan Askild
Fritz Jan Mikael Askild, född 18 september 1930, är en svensk förläggare och företagare.
Jan Askild grundade 1969 tillsammans med Timo Kärnekull (1936–93) bokförlaget Askild och Kärnekull Förlag AB. Förlaget nådde under 1970-talet stora framgångar med en rikt varierad utgivning av skön- och facklitteratur och kom att tillhöra ”de tio stora förlagen”. Förlaget såldes 1981 till förlagsgruppen Natur och Kultur och ombildades 1984 till Legenda.
1974 tog Jan Askild initiativ till startandet av jultidningsförlaget Fem Förlag och blev dess förste VD.
Tillsammans med sin hustru Kristina och hennes syster Katarina, båda sjukgymnaster, startade Jan Askild företaget Hela Kroppen Sjukgymnastik AB år 1991, ett företag för sjukgymnastik och friskvård med cirka 20 anställda.
2011 och 2013 blev Jan Askild svensk mästare i veteranfemkamp (friidrott) i åldersgruppen 80 år.